# Andrzej Sekuła
Andrzej Sekuła (* 19. prosince 1954 Vratislav) je polský kameraman. V roce 1980 emigroval do Spojených států amerických a usadil se v Los Angeles. Po několika krátkometrážních filmech debutoval v roce 1992 na celovečerním snímku Gauneři režiséra Quentina Tarantina. Později se podílel například na filmech Nebezpečná síť (1995), Americké psycho (2000) a Motel smrti (2007), stejně jako na Tarantinově filmu Pulp Fiction: Historky z podsvětí (1994) či jeho segmentu ve filmu Čtyři pokoje (1995). Jako režisér debutoval v roce 1998, kdy uvedl film Prokleté prachy.